# The Very Best of MC Lyte
The Very Best of MC Lyte è un album di raccolta della rapper statunitense MC Lyte, pubblicato nel 2001.

## Tracce
1. 10% Dis – 5:02
2. I Cram to Understand U – 4:44
3. Paper Thin – 5:14
4. Kickin' 4 Brooklyn – 2:22
5. Dr. Soul – 4:36
6. Cha Cha Cha – 3:01
7. Cappucino – 3:55
8. I Am the Lyte – 4:02
9. Shut the Eff Up! (Hoe) – 5:48
10. Stop, Look, Listen – 3:15
11. Poor Georgie – 4:30
12. When in Love – 3:58
13. Eyes Are the Soul – 3:54
14. Ruffneck (feat. Xscape) – 3:57
15. Keep On, Keepin' On – 4:31
16. Cold Rock a Party (Bad Boy Remix) (feat. Missy Elliott) – 4:37